# John Boyd Dunlop
John Boyd Dunlop (North Ayrshire, 5 de febrer de 1840 – Dublín, 23 d'octubre de 1921), fou un veterinari escocès que va reinventar el pneumàtic amb cambra. Va fundar la companyia que duu el seu cognom, Dunlop Tyres.
Nasqué a una granja a Dreghorn, North Ayrshire (Escòcia), i es va llicenciar com a veterinari a l'Edinburgh Veterinary College (ara forma part de la Universitat d'Edimburg) amb només 19 anys. Va exercir la professió de veterinari a Edimburg durant vuit anys. El 1867 es va traslladar a Belfast.
El 1887 va crear el primer pneumàtic amb cambra d'aire per al tricicle que el seu fill de nou anys feia anar per anar a escola pels carrers plens de sotracs de Belfast. Per evitar la incòmoda vibració del tricicle, en Dunlop va inflar uns tubs de goma amb una bomba d'aire que servia per inflar pilotes. Després va embolicar els tubs de goma amb una lona per protegir-los i els va enganxar sobre les llandes de les rodes del tricicle. Fins llavors, la majoria de les rodes tenien llandes amb goma massissa, però els pneumàtics permetien una marxa notablement més suau. Va desenvolupar la idea i va patentar el pneumàtic amb cambra el 7 de desembre de 1888. Tot i això, dos anys després que li concedissin la patent en Dunlop va ser informat oficialment que la patent va ser invalidada per l'inventor escocès Robert William Thomson, qui havia patentat la idea a França el 1846 i als Estats Units en 1847. Dunlop va guanyar una batalla legal contra Robert William Thomson i va revalidar la seva patent.
Dunlop va fundar la companyia Dunlop Tyres (que més tard seria coneguda com a Dunlop Rubber Company). La producció comercial va començar a finals de 1890 a Belfast. Dunlop va vendre la seva patent i el nom de la seva companyia a William Harvey Du Cros, que ja era propietari de la Pneumatic Tire and Booth's Cycle Agency, a canvi de 1500 accions de la companyia resultant i finalment no va fer molta fortuna per la seva invenció. Dunlop va enretirar-e a Dublín, on va morir el 12 d'octubre de 1921, i va ser enterrat al cementiri de Deansgrange, un suburbi al sud de Dublín.

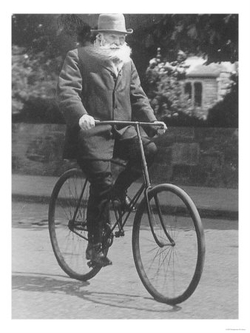
John Boyd Dunlop duent una bicicleta equipada amb els seus pneumàtics.

El desenvolupament del pneumàtic amb cambr d'en Dunlop va arribar en un moment crucial durant l'expansió del transport terrestre, amb la construcció de noves bicicletes i automòbils.